# René Labusquière
René Labusquière à l'OCEAC
René Labusquière, né le 26 décembre 1919 à Paris (France) dans le 6e arrondissement, et décédé le 22 septembre 1977 à Saint-Mandé (France), est un médecin militaire français, pionnier de la médecine préventive et rurale dans la lutte contre les maladies tropicales endémiques en Afrique centrale et occidentale francophone. Il a été le premier secrétaire général de l'Organisation de coordination et de coopération pour la lutte contre les grandes endémies en Afrique Centrale (OCEAC).

## Famille
René Labusquière est issu d'une famille établie entre vignoble bordelais et notabilité parisienne. Son arrière-grand-oncle Paul Reclus, professeur de chirurgie à Paris est l'initiateur de l'emploi de la stovaïne en anesthésie. Son grand-père maternel est le professeur Jean-Louis Faure, chirurgien gynécologue de grand renom, membre des Académies de Médecine et de Chirurgie, et propriétaire du château Bellefont-Belcier (grand cru classé de Saint-Émilion) à Saint-Laurent-des-Combes (Gironde, France). Son père Jean Labusquière, ami de Louis Jouvet, figure du monde de la couture parisienne d'avant-guerre, officier de réserve, décède dans l'accident de l'avion du général Huntziger dont il était le chef de cabinet civil le 12 novembre 1941.

## Études
Il intègre l'École principale du service de santé de la Marine à Bordeaux en 1939 et il se destine à suivre les traces de son aïeul en chirurgie. En juin 1940, les élèves de la promotion 1939 de l'école sont déplacés à Montpellier où ils sont essentiellement hébergés à la Cité Universitaire. Durant ses études, Labusquière fait partie de l'équipe de rugby de l'école qui sera championne de France universitaire en 1942.
En septembre 1943, les plus âgés des élèves de la promotion 1939 sont désignés pour assurer la relève des médecins civils faits prisonniers en 1940. Labusquière est affecté comme médecin-chef de l'infirmerie d'Andernach en Rhénanie-Palatinat (matricule 18 678). Il est libéré le 10 mars 1945 et rejoint Bordeaux. Le 30 juillet 1945, il soutient sa thèse dans laquelle il expose son expérience et l'organisation sanitaire du Stalag XII D. Dans celle-ci il défend le principe de la relève, estimant que ce fut son honneur de ne pas se soustraire à cette mission contrairement à ceux de ses camarades qui ont réussi à s’échapper ; opinion qui n’eut pas le loisir de plaire aux médecins de la France libre.
Il opte alors pour le corps de santé colonial et rejoint l'École du Pharo où il complète sa formation dans le domaine de la médecine tropicale.

## Carrière

### Période coloniale

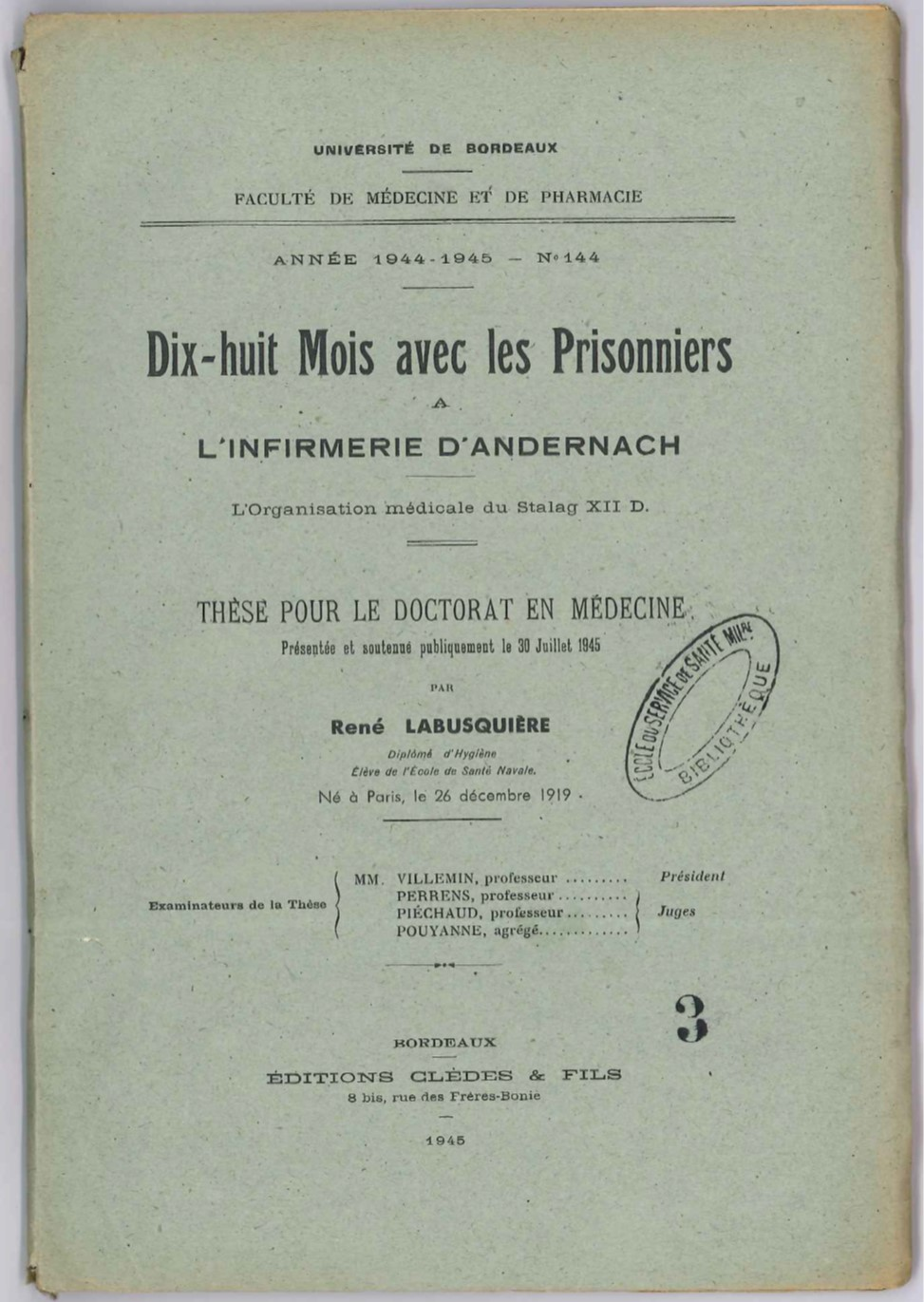
Thèse de Médecine de René Labusquière (couverture)

En 1946 il est affecté à Ayos au Cameroun, comme adjoint du Service général d'hygiène mobile et de prophylaxie (SGHMP) récemment créé. Durant son séjour, il développe une forme grave de la trypanosomiase, il est alors soigné par injection intraveineuse de lomidine qu'il supporte ayant « raison du trypanosome et du traitement », !
De septembre 1950 à septembre 1952, il sert dans une unité combattante de la Légion Étrangère au Tonkin durant la guerre d'Indochine. Il est alors sous les ordres de Pierre Richet qui influencera considérablement sa carrière et qu'il croisera très souvent en Afrique. Il est cité trois fois,.
En 1954, il est affecté à Bambari, province de Ouaka, en Oubangui-Chari (aujourd’hui République Centrafricaine – RCA) où la prévalence de la lèpre est incroyablement élevée atteignant parfois 50 pour cent comme à Poto-Poto. Avec une aide de l'UNICEF, il réussit à faire reculer l'épidémie.
Au cours de ces deux premiers séjours en Afrique, il participe à la création et au développement des équipes mobiles qui pénètrent au cœur de la brousse pour y traquer ce qu’il est alors convenu d’appeler les Grandes endémies tropicales selon la méthode inspirée d'Eugène Jamot.
Par la suite il bénéficie d'une bourse du Service de la Lèpre de l'Organisation mondiale de la santé (OMS) qui lui permet de compléter sa formation et d'appréhender les stratégies internationales de lutte et de traitement de cette maladie en Guyane et au Brésil.
Il prend ensuite la direction de la Section lèpre du SGHMP à Dakar, au Sénégal. À ce poste il parcourt toute l’Afrique occidentale française allant au-devant des lépreux dans les villages les plus reculés. Il est alors l'un des premiers à incarner la nouvelle stratégie de lutte basée sur la détection précoce et le traitement de masse rendu possible par la mise à disposition des sulfones.

### Coopération franco-africaine
Après l'indépendance des pays d'Afrique de l'Ouest, faute de moyens fixes suffisants et pour répondre au nomadisme et à la faible densité des populations pour l'essentiel rurales, la médecine préventive devient une des options prioritaires des nouveaux États, ces stratégies s’avérant plus efficaces que le traitement passif.

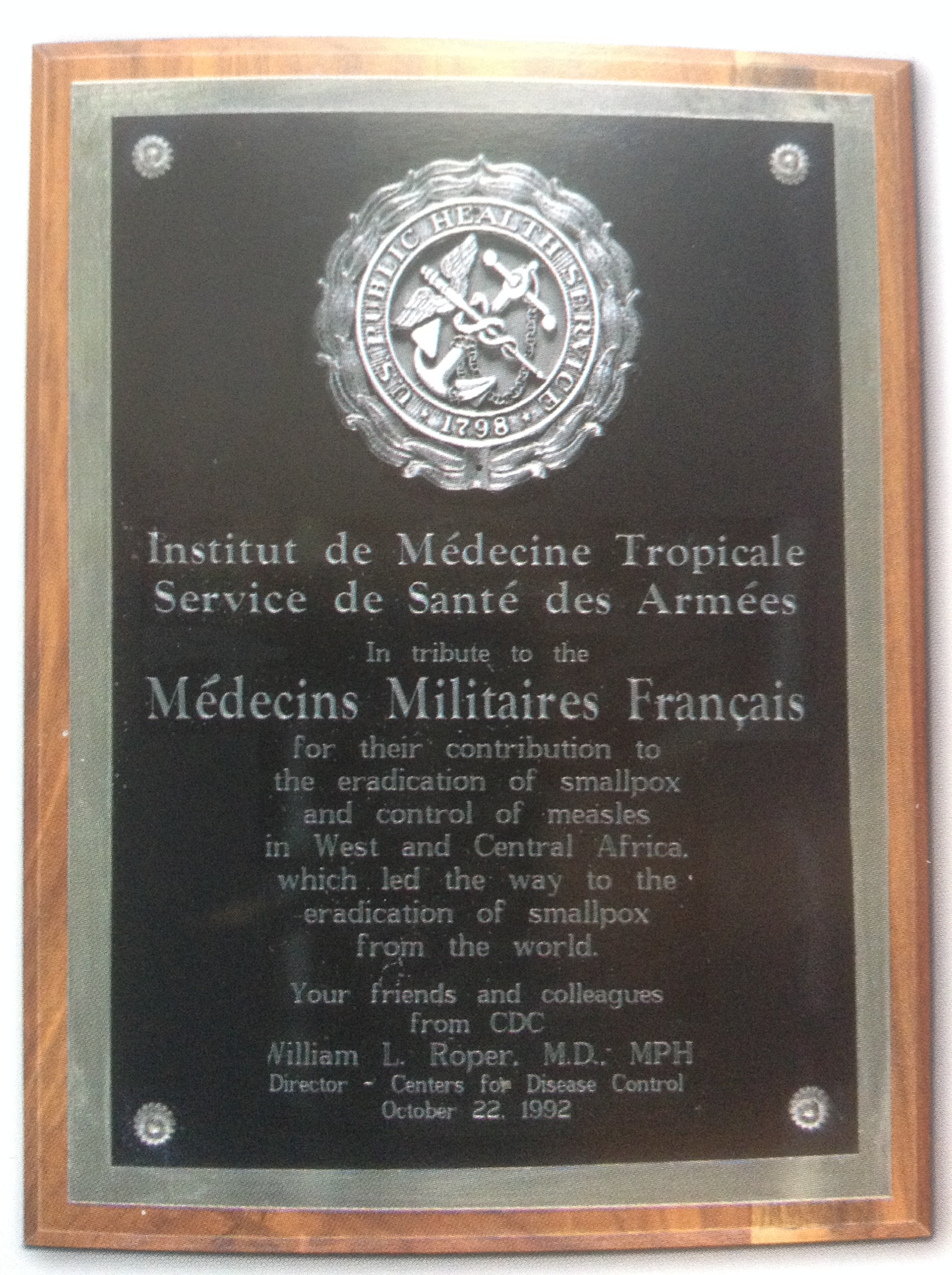
Hommage des Centers for Diseases Control d'Atlanta (USA) aux médecins militaires français ayant participé à l'éradication de la variole en Afrique

Labusquière est alors au cœur de l'action, à la tête du Service des Grandes Endémies de Haute-Volta (aujourd'hui Burkina Faso) de 1960 à 1964. En quatre années de travail intensif, il organise, recrute et finalement crée un nouveau réseau : le Service de la Médecine Rurale et des Grandes Endémies. Il propose alors et met en œuvre une nouvelle organisation opérationnelle qu'il dénomme Santé Rurale, réunissant dans un territoire donné et sous une même autorité fonctionnelle et logistique les différentes équipes mobiles spécialisées dans la lutte contre une maladie endémique et les petites formations de santé fixes (dispensaires non médicalisés le plus souvent) maillant le territoire. Les organisations internationales et étrangères (l'OMS, l'US-AID, les CDC) s’intéressent de plus en plus à ces méthodes.
C'est alors le début de la première grande campagne de vaccination contre la rougeole. Labusquière a une fois de plus l'occasion de mettre à l'épreuve ses talents d'organisateur,.
En 1963, les ministres de la santé des cinq pays de l’Afrique centrale francophone (Cameroun, Congo, Gabon, RCA et Tchad) créent l’Organisation de coordination et de coopération pour la lutte contre les grandes endémies en Afrique Centrale (OCEAC). Labusquière, alors Médecin colonel, en est le premier Secrétaire-général, jusqu'en 1972. Partant forcément de peu il y donne la mesure de ses capacités d'organisation. Soutenu et financé par la coopération internationale l’OCEAC développe sous son impulsion des programmes de recherche et de développement, tout à la fois des outils diagnostiques comme des traitements adaptés aux grandes populations.
C'est l'époque du programme mondial d'éradication de la variole. René Labusquière y prend une place éminente au côté des volontaires des États-Unis d'Amérique. Le directeur américain de ce programme, le Médecin amiral J. Donald Millard, se souviendra bien plus tard : « Il représentait le formidable héritage des pionniers de la médecine préventive mobile. Il a été le précepteur de beaucoup, y compris moi, qui avons essayé d'appliquer ses principes dans d'autres situations. J'ai énormément appris à ses côtés et je me considère comme un de ses disciples ».
En 1974, il n'hésite pas à désapprouver officiellement le programme de traitement préventif de masse de la maladie du sommeil, connu sous le nom de lomidinisation, qui avait été déployé à la fin de la période coloniale et dont il fut l’un des acteurs, dénonçant publiquement ces injections comme « inutiles et dangereuses, et donc inutilement dangereuses ».
Malade depuis 1969, il décède à l'Hôpital d'instruction des armées Bégin (Saint Mandé, France) le 22 septembre 1977 et est inhumé à Saint-Laurent-des-Combes.

## Santé Rurale, un concept novateur
En 1974, Labusquière conceptualise sa doctrine en publiant Santé rurale et médecine préventive en Afrique, dont la seconde édition revue et augmentée parait en 1975 et s'intitule Santé rurale et médecine préventive en Afrique : stratégie à opposer aux principales affections.

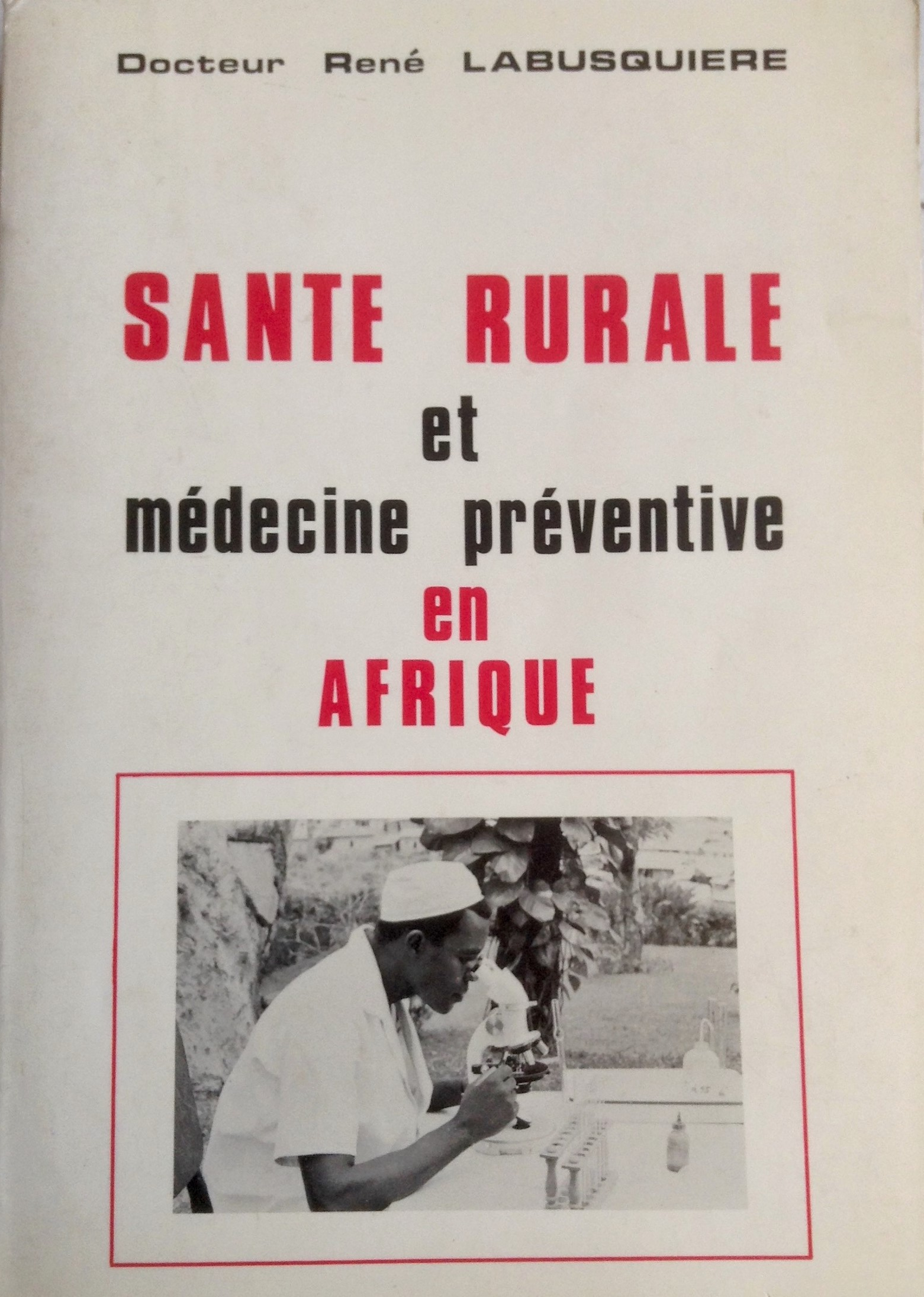
Santé rurale et médecine préventive en Afrique. Première édition, 1974.

### Organisation précédente des systèmes de santé
Pour comprendre l'aspect novateur, il faut rappeler qu'en dehors des grandes villes, l'organisation des systèmes publics de santé dans les pays francophones africains, héritée de la période coloniale, se caractérisait par une séparation administrative et technique quasi totale entre :
- d'une part, des formations fixes (infirmeries et dispensaires en brousse) accueillant une patientèle de proximité venue consulter d'elle-même, établissant des diagnostics de maladies ou symptômes cliniquement présents et dispensant des soins curatifs adaptés au cas par cas. Elles sont le plus souvent subordonnées à l'administration hospitalière ;
- et d'autre part, des équipes mobiles spécialisées dans la lutte contre une seule maladie endémique, couvrant régulièrement un territoire donné et mettant en œuvre un dépistage systématique, des mesures de prévention et pour les patients ainsi dépistés des soins curatifs selon des protocoles standardisés. Elles dépendent d'un Service autonome au sein du ministère de la santé.

Cette dernière stratégie avait été inventée par Eugène Jamot entre les deux guerres mondiales pour la lutte contre la maladie du sommeil. La disgrâce de Jamot et le second conflit mondial avaient nui à son développement et à son extension. Pour autant en milieu rural les trop peu nombreuses structures fixes ne disposaient que de peu de moyens humains (quantitatifs et qualitatifs) pour aller au devant des patients laissant des régions entières à la merci des grandes maladies endémiques.
Dans les années 1950 et 1960, avec la mise à disposition de nouveaux moyens thérapeutiques, la stratégie mobile est largement développée dans tous les territoires et est adaptée pour être appliquée à un plus grand nombre d'endémies (lèpre, tuberculose, variole, rougeole, etc.). La stratégie mobile a toujours donné lieu à de vives controverses et continue d'en produire bien au-delà de la disparition de Labusquière.

### Organisation proposée

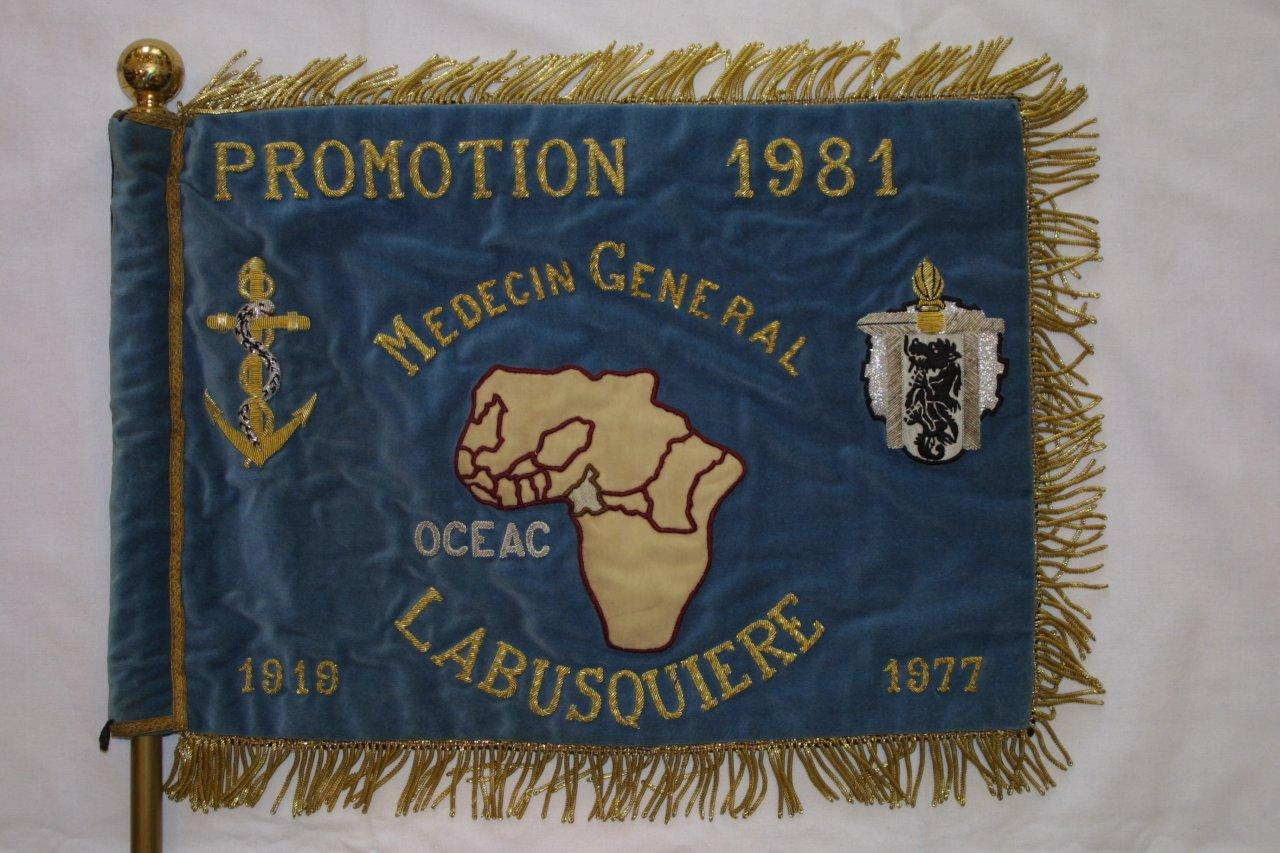
Fanion de la promotion Médecin général Labusquière, ESSA Bordeaux 1981

Labusquière, soutenu par Richet, prône l'intégration des services mobiles et des dispensaires ruraux pour la mise en œuvre coordonnée d'une médecine mobile et fixe, préventive et curative, adaptée au milieu rural et autonome par rapport aux directions coordonnant les structures hospitalières et urbaines. Ainsi l'organisation de la Santé rurale doit selon lui être :
- Organisée au plus haut niveau en un Service ou une Direction autonome, rattaché directement à la Direction nationale de la santé publique ;
- Répartie en secteurs définis sur une base géographique, dont l'étendue physique sera évolutive en fonction du développement des services sanitaires de base ;
- Responsable des dispensaires ruraux ;
- Responsable des équipes mobiles, indispensables pour la réalisation avancée des programmes de prévention, de vaccinations et de dépistage, et pour le contrôle des phénomènes épidémiques ou des endémies les plus graves.

La question de la réunion des équipes mobiles et des formations sanitaires rurales fixes dans une même direction nationale a longuement animé les débats intra-ministériels.

## Distinctions et Hommages
En 1972, René Labusquière est promu au grade de Médecin général.
En 1982, la promotion 1981 d'élèves officiers de l'École du Service de santé des armées de Bordeaux est baptisée du nom du Médecin général René Labusquière.
En 1982, une stèle en sa mémoire est inaugurée dans le jardin public face à la mairie de Saint-Laurent-des-Combes.
En 1985, la Poste de la République centrafricaine émet une série de trois timbres en hommage à René Labusquière et à la médecine préventive, d'une valeur faciale de 10, 45 et 110 francs CFA.
En 1988, l'Université Victor Ségalen de Bordeaux II donne à son Unité de formation et de recherches (UFR, ex Faculté) de médecine tropicale le nom de Centre René Labusquière.
René Labusquière est  Officier de la Légion d'honneur, titulaire de la Croix de guerre des Théâtres d'opérations extérieurs avec palme, de la Médaille d'honneur en vermeil du Service de santé des armées et de plusieurs Ordres d'États africains.